# Until the End (Kittie)
Until the End è il terzo album in studio del gruppo musicale heavy metal femminile canadese Kittie, pubblicato nel 2004.

## Tracce
1. Look So Pretty – 5:29
2. Career Suicide – 3:55
3. Until the End – 4:13
4. Red Flag – 3:48
5. Pussy Sugar – 4:16
6. In Dreams – 3:15
7. Into the Darkness – 3:38
8. Burning Bridges – 3:07
9. Loveless – 2:08
10. Daughters Down – 3:40
11. Into the Darkness (Vocal Remix) – 3:45

## Formazione
- Morgan Lander - voce, chitarra
- Mercedes Lander - batteria
- Jennifer Arroyo - basso
- Lisa Marx - chitarra